# 始業式
始業式（しぎょうしき）は、各期ごとの学業の開始や業務の開始にあたって執り行われる式典。なお、日本の学校は学校行事に式典が多いことが特色であり、学校行事として始業式が世界的に行われているわけではない。

## 学校行事
日本では学校行事として式典を開くことが多く入学式や卒業式などと並び、始業式も主要な学校行事の一つとなっている。
日本の小学校、中学校、高等学校等では、各学期の初日に、この式を行う。従って、学年（年度）のはじめの式も始業式である。ただし、入学にあたり、入学式を行った学期では、その該当する生徒にあっては始業式を行わないのが普通である。始業式には、校長の話がつくのが普通である。
日本の小学校、中学校、高等学校等においては、始業式は終業式、修了式、入学式、卒業式などと並び、特別活動の中の学校行事で、儀式的行事に分類される学習活動である。始業式は、3学期制の場合、1学期は4月6日ごろ、地域によっては7日か8日に始まる。 2学期は9月1日ごろ、北海道など寒冷地は8月16日から20日ごろから始まる。3学期は1月8日ごろ、地域によっては6日か7日、北海道など寒冷地は1月20日ごろ始まる。2学期制の場合前期は4月6日ごろ、後期は10月10日ごろ始まる。地域によってはずれがある。ただ、近年は学校週5日制実施に伴う授業時数確保のため、3学期制の場合だと1学期と3学期は1 - 2日、2学期は5 - 7日繰り上げて始める学校も増えている。なお、上記の記述は土日でずれることは書いていない。

## 伝統行事
日本では花街において年始に始業式が行われてきたが、この伝統行事が残っているのは京都の祇園や先斗町など限られる。祇園では正装黒紋付きの関係者がお茶屋組合に一堂に会し行われている。
花街では正月三が日の休業が定着し、始業式は新年を祝うとともに花街の仕事始めの意味も持つ行事となっている。